# Popelín
Popelín är en ort i Tjeckien.   Den ligger i regionen Södra Böhmen, i den centrala delen av landet, 110 km sydost om huvudstaden Prag. Popelín ligger 575 meter över havet och antalet invånare är 444.
Terrängen runt Popelín är lite kuperad. Runt Popelín är det ganska glesbefolkat, med 38 invånare per kvadratkilometer. Närmaste större samhälle är Jindřichův Hradec, 15,2 km sydväst om Popelín. Omgivningarna runt Popelín är en mosaik av jordbruksmark och naturlig växtlighet.